# Meiochernes dybasi
Meiochernes dybasi es una especie de arácnido  del orden Pseudoscorpionida de la familia Chernetidae.
Se encuentra en la isla Pohnpei, en las Islas Carolinas.